# Voetbalkampioenschap van Lübeck-Mecklenburg
Het voetbalkampioenschap van Lübeck-Mecklenburg (Duits: Kreisliga Lübeck-Mecklenburg) was een regionale voetbalcompetitie uit Lübeck en Mecklenburg. De competitie werd georganiseerd door de Noord-Duitse voetbalbond.
Tot 1927 was er één reeks, in 1927/28 werden er twee reeksen ingevoerd. Na dit seizoen brak er revolutie uit in Noord-Duitsland omdat de grote clubs, voornamelijk uit de competitie van Groot-Hamburg, vonden dat de vele competities hen zwakker maakten op nationaal vlak. Er werd een eigen competitie opgezet met tien clubs. De gewone competities vonden niet plaats of werden na enkele wedstrijden al afgegroken. Na dit seizoen gaf de voetbalbond toe en de elf competities werden teruggeschroefd naar zes. Voor Lübeck-Mecklenburg betekende dit weinig verschil met voorheen. Enkel in 1927/28 werd er in twee reeksen gespeeld. De impact was er meer voor de andere competities, die grondig afslankten.
In 1933 kwam de NSDAP aan de macht in Duitsland en werden alle regionale voetbalbonden opgeheven. De Gauliga werd ingevoerd als hoogste klasse en de clubs uit de competitie Lübeck-Mecklenburg gingen spelen in de Gauliga Nordmark. 

## Kampioenen
| Seizoen | Kampioen              | Vicekampioen          |
| ------- | --------------------- | --------------------- |
| 1923    | Lübecker BV 03        | Schweriner FC 03      |
| 1924    | VfR Lübeck            | Schweriner FC 03      |
| 1925    | Schweriner FC 03      | Lübecker BV Phönix 03 |
| 1926    | Lübecker BV Phönix 03 | Schweriner FC 03      |
| 1927    | Lübecker BV Phönix 03 | Schweriner FC 03      |
| 1928    | Lübecker BV Phönix 03 | VfL Schwerin          |
| 1930    | Lübecker BV Phönix 03 | VfL Schwerin          |
| 1931    | Lübecker BV Phönix 03 | SV Polizei Lübeck     |
| 1932    | SV Polizei Lübeck     | Lübecker BV Phönix 03 |
| 1933    | Schweriner FC 03      | SV Polizei Lübeck     |

## Eeuwige ranglijst
in seizoen 1913/14 was de competitie niet de hoogste divisie. 
| Club                    | /15 | Seizoenen (1903-1904, 1905-1914, 1915-1920) |
| ----------------------- | --- | ------------------------------------------- |
| Schweriner FC 03        | 10  | 1922-1928, 1929-1933                        |
| VfR Lübeck              | 10  | 1922-1928, 1929-1932                        |
| Rostocker SC 1895       | 10  | 1922-1928, 1929-1933                        |
| VfL Schwerin            | 10  | 1922-1928, 1929-1933                        |
| Lübecker SV 1913        | 9   | 1923-1928, 1929-1933                        |
| Oldesloer SV            | 9   | 1923-1928, 1929-1933                        |
| Lübecker BV Phönix 1903 | 8   | 1924-1928, 1929-1933                        |
| FC Germania 1904 Wismar | 6   | 1924-1928, 1929-1930, 1932-1933             |
| SV Polizei Lübeck       | 4   | 1927-1928, 1930-1933                        |
| Lübecker BV 03          | 2   | 1922-1924                                   |
| TV Gut Heil 1876 Lübeck | 1   | 1922-1923                                   |
| Lübecker TS             | 1   | 1922-1923                                   |
| VfR Rostock             | 1   | 1922-1923                                   |
| SV Phönix Lübeck        | 1   | 1923-1924                                   |
| VfL Eutin               | 1   | 1927-1928                                   |
| Rostocker SV 99         | 1   | 1927-1928                                   |
| Parchimer SC 1913       | 1   | 1927-1928                                   |

1922/23 · 1923/24 · 1924/25 · 1925/26 · 1926/27 · 1927/28 · 1929/30 · 1930/31 · 1931/32 · 1932/33